# Feuilleté
Un feuilleté est une charcuterie pâtissière (salée) ou une pâtisserie (sucrée) faite d'une garniture enrobée de pâte feuilletée.

## Définition et présentation
Un feuilleté désigne, en cuisine (en charcuterie ou en pâtisserie), tout type de préparation de pâte feuilletée, garnie, salée ou sucrée.

## Charcuterie pâtissière

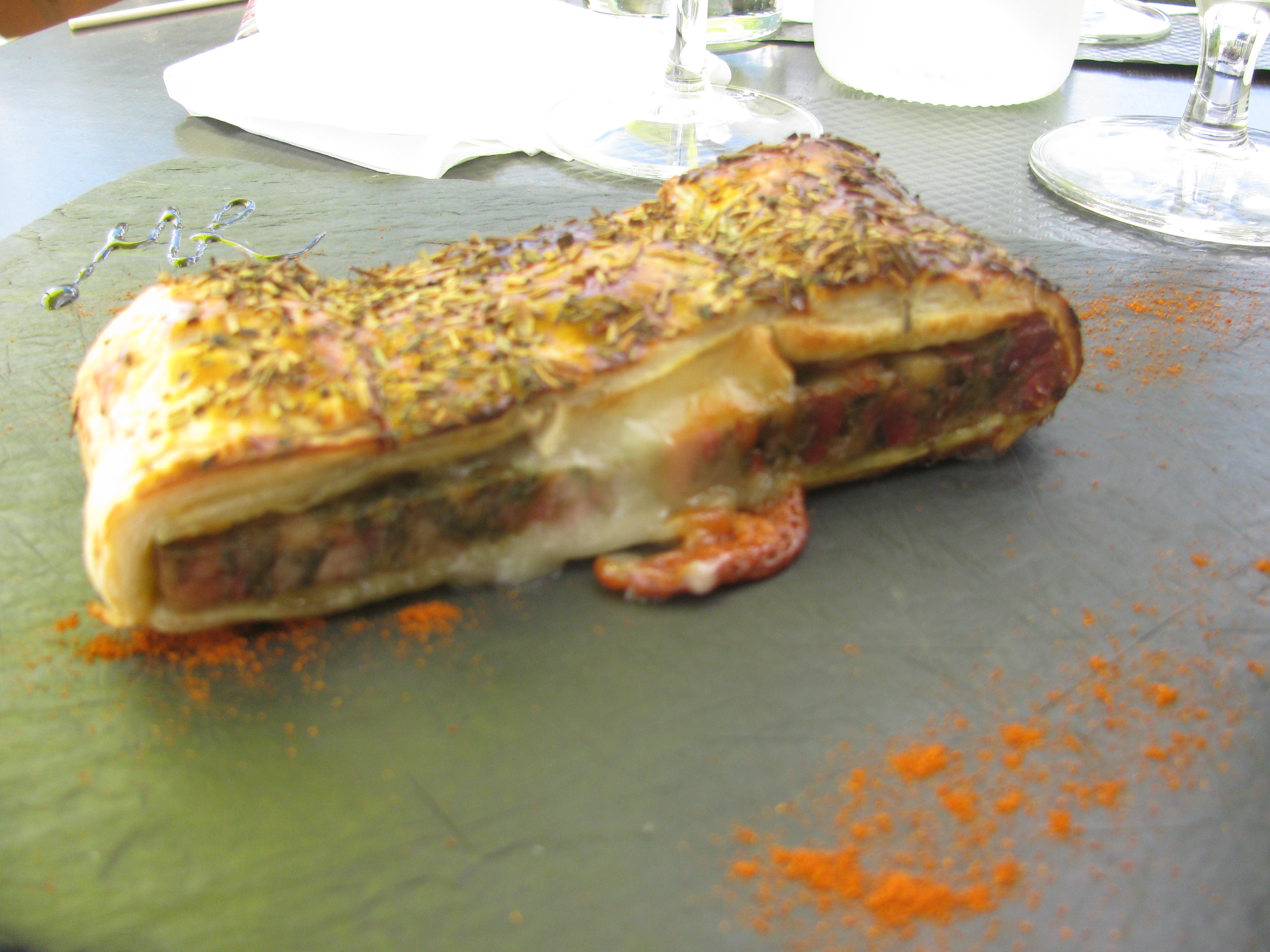
Feuilleté de caillette.

- Bouchée à la reine,
- Vol-au-vent,
- Croûte aux morilles,
- Bœuf Wellington,
- Soupe aux truffes noires VGE,
- Pâté en croûte,
- Friand,
- Rissoles de Coucy,
- Croustade,
- Allumette,
- Tourte,
- Quiche,
- Empanada,
- Pastizz

## Pâtisserie

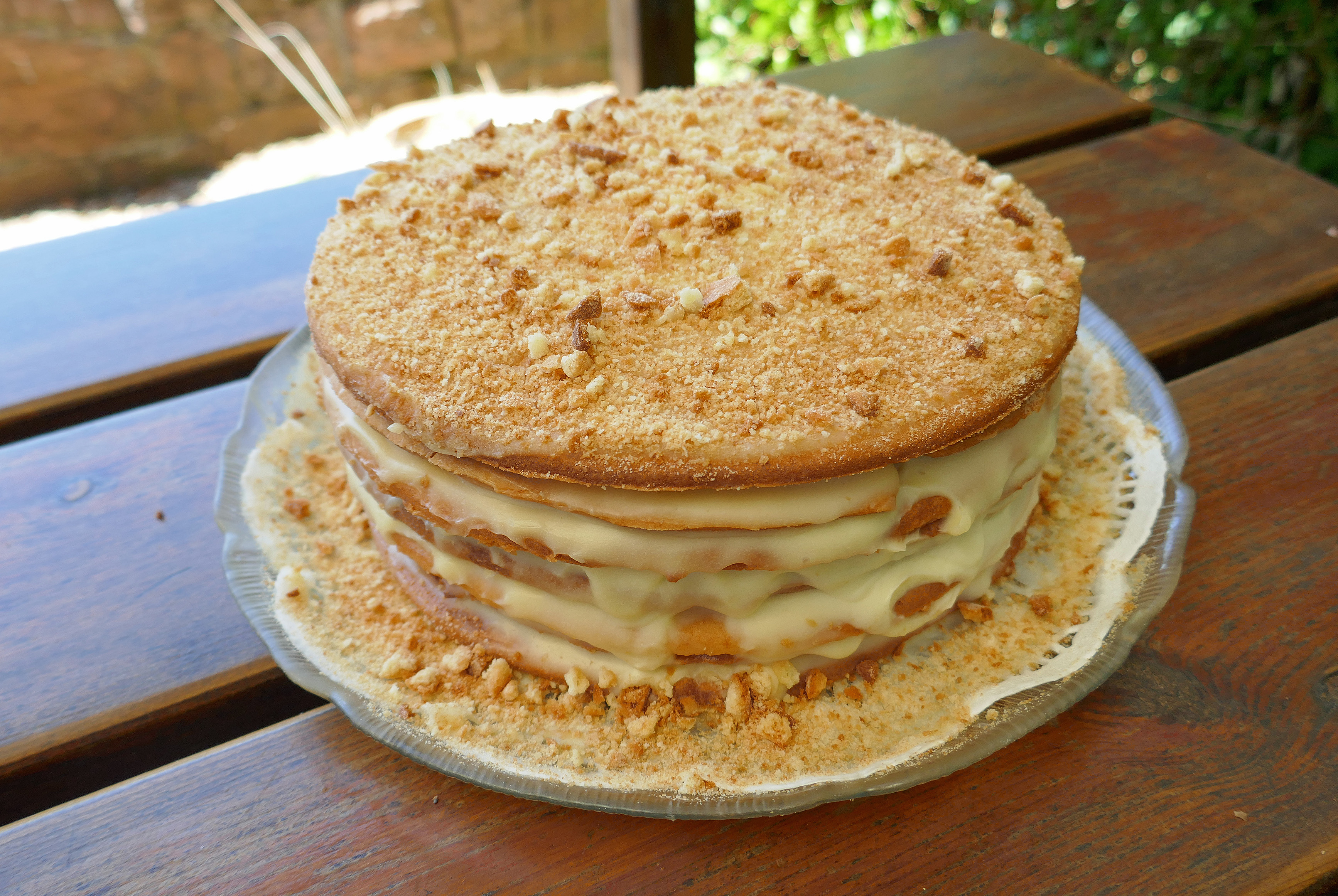
Gâteau feuilleté russe au miel.

- Chausson aux pommes
- Mille-feuille
- Pithiviers,
- Galette des rois,
- Croustade,
- Piquenchâgne,
- Rombosse,
- Conversation,
- Jésuite,
- Strudel,
- Baklava,